# Mad for Music
Mad for Music è il quarto album in studio della cantante Alexia, pubblicato dall'etichetta Sony Music nel 2001.

## Descrizione
L'album contiene 10 tracce ed è ufficialmente l'ultimo album tutto in inglese della cantante che si è appena distaccata dall'etichetta DWA records.
Il primo singolo promozionale è Money Honey, che l'artista interpreta con un gruppo di ballerini vestiti da uomini d'affari. Con questo pezzo partecipa al Festivalbar e scala subito le classifiche europee.
Il secondo singolo promozionale è Summerlovers che ottiene un grande consenso soprattutto fuori dall'Italia.
Il disco vende molte copie e si aggiudica numerosi riconoscimenti.

## Tracce
1. The Real Thing
2. Money Honey
3. Summerlovers
4. In the Name of Love
5. The One for Me
6. Sometimes
7. Little Sister
8. Lucky in Love
9. It's Not the End
10. Whenever You Want Me

## RemixMoney Honey
- Money Honey (Radio Mix)
- Money Honey (Club Mix)
- Money Honey (Dub Mix)
- Money Honey (Vocal Mix)

## Formazione
- Alexia – voce, cori, programmazione
- Andrea Zuppini – chitarra
- Lorenzo Poli – basso
- Max Marcolini – chitarra, programmazione
- Mauro Tondini – tastiera, programmazione
- Alfredo Petroli – batteria
- Roberta Magnetti, Elena Bacciolo, Roberta Bacciolo – cori